# جورجي ماليزانوف
جورجي ماليزانوف (بالبلغارية: Георги Малезанов)‏ (مواليد 15 يونيو 1927) هو ملاكم بلغاري سابق، مثّل بلاده في الألعاب الأولمبية الصيفية 1952.

## روابط خارجية
جورجي ماليزانوف على موقع أوليمبيديا (الإنجليزية)